# Biella Challenger Outdoor VI 2021
Il Biella Challenger Outdoor VI 2021 è stato un torneo maschile di tennis giocato sulla terra rossa. È stata la 19ª edizione del torneo e fa parte della categoria Challenger 50 nell'ambito dell'ATP Challenger Tour 2021. Si è giocato alla Biella Tennis Academy di Biella, in Italia, dal 17 al 23 maggio 2021. È stata la 6ª delle 7 edizioni del torneo previste per il 2021, la seconda all'aperto, dopo che le prime 4 si sono disputate sul cemento indoor del PalaPajetta di Biella.

## Partecipanti

### Teste di serie
| Nazionalità | Giocatore        | Ranking* | Testa di serie |
| ----------- | ---------------- | -------- | -------------- |
| Cina        | Zhang Zhizhen    | 183      | 1              |
| Francia     | Enzo Couacaud    | 188      | 2              |
| Francia     | Alexandre Müller | 189      | 3              |
| Kazakistan  | Dmitrij Popko    | 193      | 4              |
| Australia   | Alex Bolt        | 194      | 5              |
| Brasile     | João Menezes     | 196      | 6              |
| Stati Uniti | Bjorn Fratangelo | 198      | 7              |
| Turchia     | Cem İlkel        | 199      | 8              |

- Ranking al 10 maggio 2021.

### Altri partecipanti
I seguenti giocatori hanno ricevuto una wild card:
- Hamad Međedović
- Stefano Napolitano
- Luca Vanni

I seguenti giocatori sono entrati nel tabellone principale come alternate:
- Jay Clarke
- Andrea Collarini

I seguenti giocatori sono passati dalle qualificazioni:
- Guido Andreozzi
- Viktor Galović
- Maximilian Marterer
- Felipe Meligeni Alves

## Punti e montepremi
| Torneo    | Torneo              | V     | F     | SF    | QF  | 2T  | 1T  | Q | Q2  | Q1  |
| Singolare | Punti               | 50    | 30    | 15    | 7   | 4   | 0   | 2 | 1   | 0   |
| Singolare | Premi in denaro (€) | 4 400 | 2 640 | 1 550 | 900 | 530 | 320 | – | 160 | 100 |
| Doppio    | Punti               | 50    | 30    | 15    | 7   | –   | 4   | – | –   | –   |
| Doppio    | Premi in denaro (€) | 1 700 | 1 000 | 600   | 350 | –   | 200 | – | –   | –   |

## Campioni

### Singolare
- In finale  Thanasi Kokkinakis ha sconfitto  Enzo Couacaud con il punteggio di 6-3, 6-4.

### Doppio
- In finale  Evan King e  Julian Lenz hanno sconfitto  Karol Drzewiecki e  Sergio Martos Gornés con il punteggio di 3-6, 6-3, [11-9].